# Desastre de los Campos Gladios
En el universo imaginario de J. R. R. Tolkien y en la obra Cuentos inconclusos, se llamó Desastre de los Campos Gladios a la batalla librada en el año 2 de la Tercera Edad del Sol entre fuerzas orcas y una compañía de Dúnedain, en los Campos Gladios; que derivó en la derrota de los segundos y en la muerte del rey Isildur (que conducía la compañía), tras la cual el Anillo Único se perdió en las aguas del río Anduin.

## Historia
Luego de la derrota de Sauron en la Guerra de la Última Alianza, Isildur retornó a Gondor con el objeto de poner en orden el reino y designar a Meneldil como rey del mismo. Tras esto, deseó volver a Arnor pero pasando por Rivendel en donde se hallaban su esposa y su hijo menor (Valandil).
Fue así que a principios del mes de septiembre del año 2 T.E. partió con una compañía de 200 soldados y 20 arqueros, que estaban equipados para un viaje de más de cuarenta días a través de Rhovanion, para cruzar a Imladris, por el Cirith Forn. Tenían pocos caballos, pues muchos se había perdido en la guerra. En su gran mayoría eran pequeños y robustos caballos, entrenados para llevar equipaje pero no personas. Acompañaban a Isildur sus hijos Elendur, Aratan y Ciryon.
Marcharon por Ithilien, rumbo a la Dagorlad y una vez cruzado el llano se dirigieron a las Tierras Pardas. Habían pasado veinticinco días de marcha y cuatro de plena lluvia cuando llegaron a los Valles del Anduin entre Lothlórien y Amon Lanc. Allí debieron desviarse hacia el Norte porque el Anduin estaba crecido y, subiendo las cuestas orientales de los Valles Orientales llegaron a los Campos Gladios.
Cuando remontaban el sendero que conducía al Reino de Thranduil (que en aquel entonces se encontraba rodeando las Emyn Duir) y todavía en los Valles, fueron atacados por una horda de Orcos que descendían por el sendero del lado del Bosque Negro. Los Dúnedain eran ampliamente superados en número, quizás 10 o más contra uno. Isildur ordenó que se formaran para repeler el ataque y lo hicieron formando un círculo de dos filas unidas que podían, llegado el caso, cerrarse y retroceder en el caso de ser atacado por los flancos. Los Orcos, en cambio atacaron en forma de cuña, lanzando horribles gritos.
Cuando Isildur vio que iba a ser muy difícil, por la posición en la que se encontraban, desbaratar el ataque, le ordenó a su Escudero, Ohtar, que huyera llevándose los restos de Narsil. Este, acompañado por dos jóvenes más, escapó perdiéndose entre los altos lirios. Mientras tanto los Dúnedain alcanzaron a duras penas a rechazar a los Orcos, lo que les dio la oportunidad de reanudar la marcha, buscando un terreno más propicio, y lo hicieron dirigiéndose al norte y hacia el Bosque Negro.
Apenas una milla más adelante los orcos los encontraron y formaron un frente curvado, hacia los hombres, pero lejos de los letales Arcos númenóreanos y esperaron. Pero al caer la noche atacaron con una ferocidad inusitada. En parejas se abalanzaban sobre un dúnadan y lo hacían caer para matarlo en el suelo, si alguno de ellos o los dos morían, inmediatamente eran reemplazados por otra pareja. Ciryon murió de esa forma y Aratan fue herido mortalmente cuando quiso defenderlo.
Elendur, se acercó a su padre, que estaba conduciendo la defensa en el flanco oriental, y le rogó que huyera llevándose el Anillo Único. Dolorosamente se despidieron e Isildur se puso el Anillo y se volvió hacia el oeste, en busca de Lothlórien.
Mientras huía oyó los últimos estertores de la Batalla. Corrió hacia el fondo del Valle llegando a las orillas del Anduin. Cansado se quitó la armadura y arrojó las armas más pesadas y se metió en las aguas. El río se arremolinaba violentamente y lo empujó hacia el sur e Isildur luchó contra la corriente, con denuedo. Cuando pudo salir de la zona su cuerpo fue atrapado por los juncos, casi en la otra orilla, y allí el anillo se le deslizó de su dedo hacia el fondo del río. Luego de la conmoción por la pérdida avanzó, penosamente, entre los juncos hasta una pequeña isla cenagosa. Cuando emergió estaba solo y desnudo y su cuerpo se recortaba en la penumbra. Los Orcos dispararon sus flechas e Isildur cayó hacia atrás con el corazón y la garganta atravesada por dardos envenenados. "(...)Así murió la primera víctima de la malicia del Anillo sin amo: Isildur, segundo Rey de todos los Dúnedain, señor de Arnor y Gondor, y el último en esa edad del Mundo". (Cuentos Inconclusos. El Desastre de los Campos Gladios)
Su cuerpo nunca fue encontrado, pero se sabe que se evitó que lo mutilaran; porque una compañía de Elfos Silvanos de Thranduil, ahuyentó a los orcos que habían quedado al borde del río. Más tarde y más al norte los mismos Elfos encontraron la armadura, la espada y la lanza de Isildur. Cuando, en tiempos del rey Elessar, se requisó Orthanc, Gimli el Enano, encontró en un gabinete oculto la cadena que había portado el Anillo y la Elendilmir sobre una redecilla de mithril. Se sabía que Saruman había estado buscando el Único y debe haber encontrado la gema, y es posible que los huesos de Isildur, pero de esto nada se sabe.